# Terminalia bucioides
Terminalia bucioides là một loài thực vật có hoa trong họ Trâm bầu. Loài này được Standl. & L.O. Williams miêu tả khoa học đầu tiên.